# Edmund Kemper
Pour les articles homonymes, voir Kemper.
Edmund Emil Kemper III, né le 18 décembre 1948 à Burbank (Californie, États-Unis), est un tueur en série américain accusé de 10 meurtres dont celui de sa propre mère, Clarnell Strandberg-Kemper.
Personnage impressionnant par sa taille (2,06 m), son poids (136 kg) et son QI de 143, il a commencé sa série de meurtres avec celui de ses grands-parents à l'âge de quinze ans et demi.

## Biographie

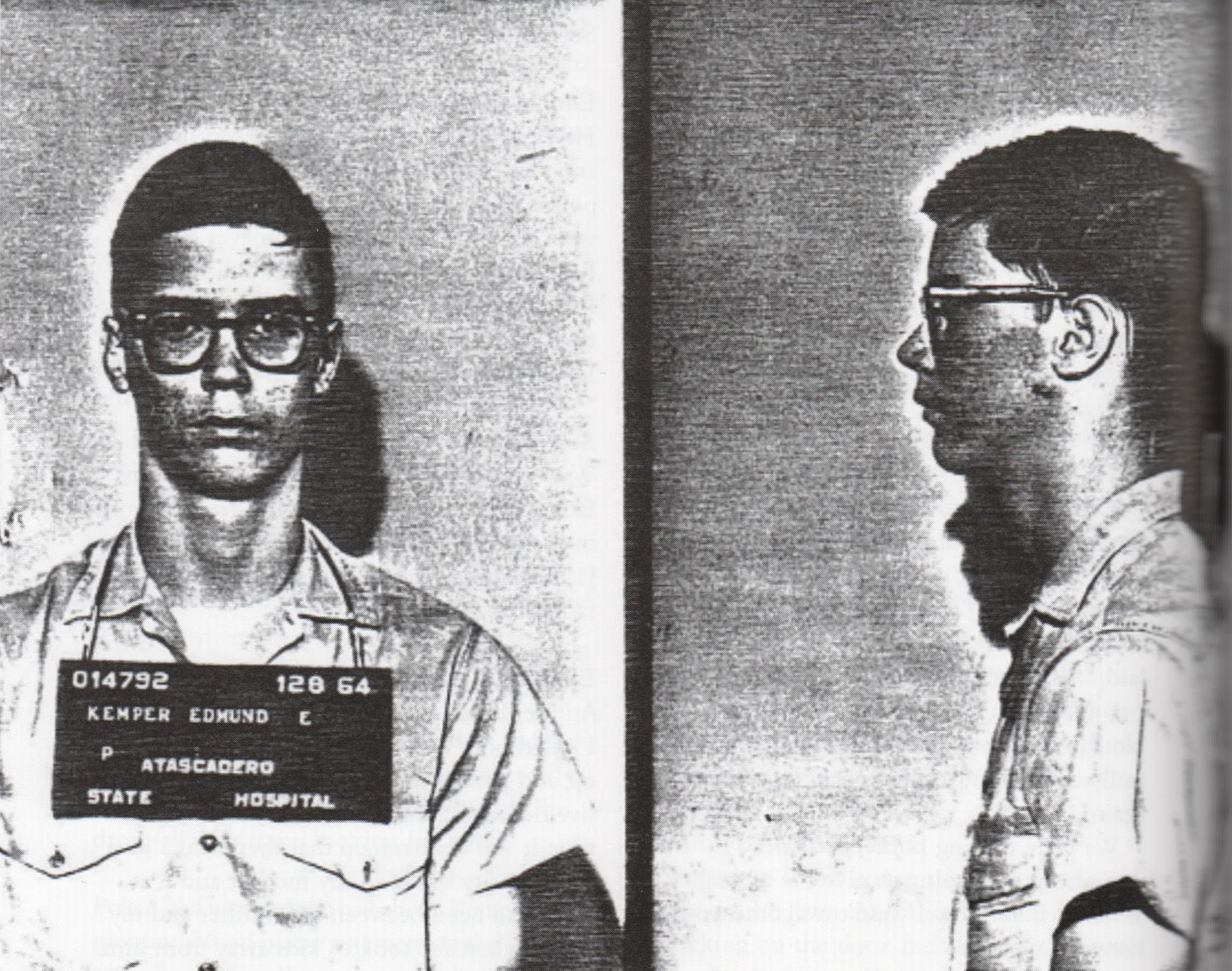
Photographie d'idendité judiciaire d'Edmund Kemper après son arrestation pour le meurtre de ses grands-parents en 1964.

Edmund Kemper est né le 18 décembre 1948 à Burbank, en Californie. Son père, Edmund Kemper Jr, est un ancien combattant du Pacifique, électricien, et sa mère est née Clarnell Strandberg. Ils ont trois enfants : Susan, Edmund III et Allyn. Leur mariage est orageux et ils se séparent en 1957, son père accusant sa mère d'alcoolisme avant de divorcer officiellement en 1961. Sa mère, souffrant de problèmes psychologiques, frappait ses compagnons et divorça trois fois. Kemper en souffrira toute sa jeunesse. Sa sœur aînée, Susan, le frappait. Cependant, ils jouaient à des jeux à base de rituel de mort ensemble. Leur maison du Montana n'étant pas très grande, sa mère, qui le déteste et argue que dormir dans la chambre de ses sœurs est inconvenant, l'envoie vivre à la cave sur un grabat près de la chaudière dont les flammes le terrifient. Il prend plaisir à torturer et décapiter les animaux domestiques du quartier, notamment son chat qu'il enterre vivant. La mère de Kemper l'envoie ensuite vivre chez ses grands-parents paternels, Maude et Edmund Kemper, ce qui lui donne l'impression d'être abandonné.
Pendant ses études secondaires, il ne se fait pas remarquer. Le 27 août 1964, alors qu'il est âgé de 15 ans, Edmund Kemper s'empare d'un fusil et tire sur sa grand-mère qui le maltraitait puis la poignarde à plusieurs reprises avec un couteau de cuisine. Quelques minutes plus tard, son grand-père arrive et Kemper lui tire dans la nuque. Il affirmera ensuite qu'il l'avait tué par pitié, pour qu'il n'apprenne pas le meurtre de sa femme.
Il est alors placé sous la garde de la California Youth Authority (en). Un psychiatre, mandaté par la cour, diagnostique qu’Edmund est schizophrène paranoïde et passif agressif. Le 6 décembre 1964, le juge le fait interner à l’hôpital d’État d’Atascadero où il a des discussions passionnées avec des violeurs et des meurtriers. Son internement nourrit ses compétences de futur criminel. Il se familiarise avec le langage psychiatrique, étant employé dans le laboratoire de psychologie qui met au point les tests et aide à administrer ces tests, ce que les médecins interprètent comme un signe favorable pour sa réhabilitation.
Le 30 juin 1969, il est libéré de l'institution psychiatrique dans laquelle il avait été placé durant cinq ans. Contre l’avis des psychiatres, qui préconisent qu’il aille vivre avec son père (resté introuvable), il doit finalement s’installer chez sa mère à Aptos, près de Santa Cruz (Californie). Sa mère souhaite le voir poursuivre des études normales à l'université mais Kemper préfère fréquenter les bars, tout en espérant un jour faire carrière dans la police. Après plusieurs petits métiers, il obtient finalement un travail dans la division des Autoroutes californiennes, ce qui lui permet de quitter sa mère et de se réinsérer progressivement. Un accident grave, en Harley Davidson, alors qu'il est ivre, le laisse démuni et sans ressources, il doit alors retourner vivre chez sa mère.

## Meurtres
Edmund Kemper commence une série de meurtres le 7 mai 1972 dans la région de Santa Cruz. Il tue en tout huit jeunes femmes, généralement des auto-stoppeuses, alors qu'il n'a jamais pu avoir de relations sexuelles[Quoi ?]. Il les amène dans sa Ford Galaxie dans des coins éloignés puis les étrangle ou leur tire une balle dans la tête avant de ramener leurs corps chez lui. Nécrophile, il a des rapports sexuels avec les cadavres de ses victimes avant de les découper puis de s'en débarrasser, certains morceaux étant trouvés dans des lieux publics. Il pratique le cannibalisme en cuisinant des morceaux de chair d'une de ses victimes et il photographie ses victimes avec un Polaroid afin d'assouvir ses fantasmes. Kemper avoue au psychiatre Donald Lunde avoir préparé avec soin une liste des caractéristiques physiques et morales de ses futures victimes. Il souhaite ne s'en prendre qu'à des filles riches et hautaines, il ne veut pas tomber sur des « hippies ».
Il s'en prend également à des étudiantes du campus où travaille sa mère. Il peut y entrer facilement grâce à un autocollant qu'elle lui a donné, ce qui lui permet d'obtenir la confiance de ses victimes qui pensent qu'il étudie au même endroit qu'elles.

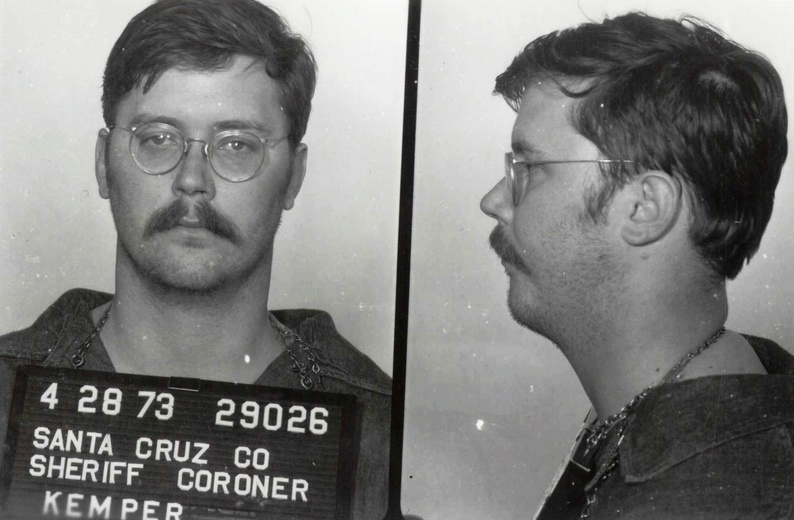
Photographie d'idendité judiciaire d'Edmund Kemper en 1973.

Le 21 avril 1973, Edmund commet l’un de ses deux derniers meurtres en tuant notamment sa mère, qu'il décapite. Il lui découpe le larynx puis le jette dans le broyeur de l'évier. Il dit plus tard au policier que cela lui semblait être une bonne idée vu qu'elle râlait et criait tout le temps. Par la suite, il dépose la tête sur la cheminée de la maison, afin de l’utiliser comme cible de jeu de fléchettes.  
Le lendemain, afin d'expliquer l'absence de sa mère, il téléphone à une amie de celle-ci, Sally Hallett, qu'il invite afin de la tuer pour faire croire qu'elles sont parties en week-end. C'est son dernier meurtre.

## État de santé et personnalité
Il a reçu un diagnostic de schizophrénie paranoïde et il a été soigné à l'hôpital psychiatrique où il fut interné à l'âge de 15 ans. Plus tard, lors de son procès, il fut avéré et établi qu'il s'agissait d'une erreur de diagnostic de la part des médecins de l'époque. Ed Kemper ne souffre en réalité d'aucun trouble psychotique, même s'il a développé, comme la plupart des tueurs en séries, un trouble de la personnalité antisociale (ici la sociopathie), déviance qui n'est pas retenue comme une maladie mentale lors des procès. Les expertises psychiatriques ont également déterminé que Kemper possèderait un QI supérieur à 140.
Kemper possède une excellente mémoire. Généralement à l'aise et très bavard avec les personnes qui l'entourent, il n'hésite pas à faire part de tous ses crimes, dont il se souvient avec exactitude jusqu'à décrire les odeurs, l'atmosphère et mimer les attitudes corporelles de ses victimes.
En dehors du fait que ce soit un criminel, John Douglas a dit que l'on pourrait percevoir Ed Kemper comme une personne normale avec beaucoup d'humour. Cependant, il reste un homme très manipulateur et intelligent. Il a malgré tout coopéré avec toutes les personnes qui l'ont interviewé et leur a parlé de tous ses meurtres sans aucune émotion.

## Arrestation, condamnation et peine de prison
À la suite de son dernier meurtre il décide de prendre sa voiture et rouler sans fin, il quitte la Californie puis il s'arrête vers l'est du Colorado et décide d'appeler à partir d'une cabine téléphonique le commissariat de Santa Cruz afin de se rendre. Kemper a été condamné à la perpétuité (la peine de mort ayant été suspendue entre 1971 et 1974). Kemper est actuellement emprisonné à la Prison d'État de Vacaville (Californie). Il est employé à la bibliothèque du pénitencier et est devenu lecteur de livres pour aveugles. Il a reçu à ce titre plusieurs médailles qui ornent sa chambre pénitentiaire, en récompense de son travail de lecteur.

Il est le premier tueur en série interrogé par les profileurs Robert Ressler et John E. Douglas dans le cadre d'un programme d'entretiens du FBI avec 36 tueurs en série et criminels sexuels afin d'apprendre à mieux les cerner ; il pourrait avoir inspiré en partie le personnage d'Hannibal Lecter. Ed Kemper est notamment connu pour avoir participé à plusieurs entretiens avec des journalistes. Il a ainsi été interviewé par Marj von Beroldingen (1974), Leonard Schrader (en) (1981) et Imre Horvath (1984).

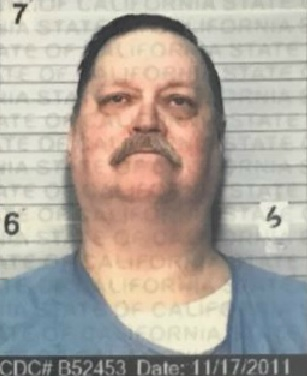
Kemper, 17 novembre 2011.

## Victimes
- Maud Kemper, sa grand-mère, le 27 août 1964.
- Edmund senior Kemper, son grand-père, le 27 août 1964.
- Mary Ann Pesce (18 ans), le 7 mai 1972.
- Anita Luchese (18 ans), le 7 mai 1972.
- Aiko Koo (15 ans), 14 septembre 1972.
- Cindy Schall (18 ans), le 8 janvier 1973.
- Rosalind Thorpe (23 ans), le 5 février 1973.
- Alice Liu (21 ans), son corps fut découvert le 14 février 1973.
- Clarnell Strandberg Kemper, sa mère, le 21 avril 1973.
- Sally Hallett, le 22 avril 1973.